# Siedem darów Ducha Świętego

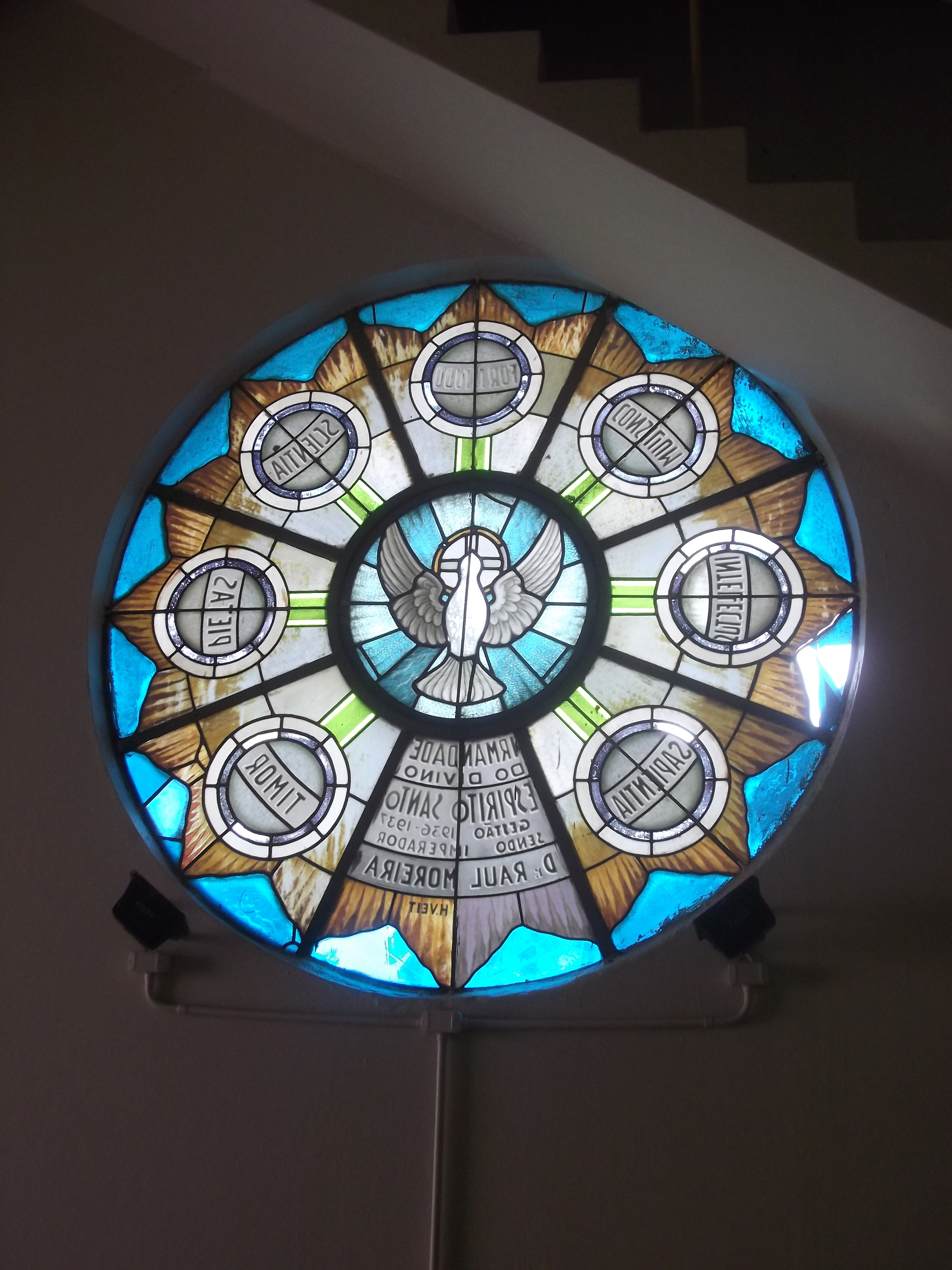
Witraż poświęcony siedmiu darom Ducha Świętego. Kaplica Ducha Świętego w Porto Alegre w Brazylii.

Siedem darów Ducha Świętego – w teologii chrześcijańskiej, m.in. w katolicyzmie, luteranizmie i anglikanizmie, dary, których Duch Święty udziela ochrzczonym, bierzmowanym, aby "podtrzymywać życie moralne chrześcijan". Dopełniają i doskonalą w cnotach tych, którzy je otrzymują.

## W Biblii
Źródłem biblijnym klasyfikacji siedmiu darów Ducha Świętego jest fragment z Księgi Izajasza 11, 2-3, mówiący o darach duchowych przyszłego Mesjasza. Dary te jako namaszczenie Boże, działanie Ducha Świętego przenikające według zapowiedzi Izajasza całą jego osobę, są mu potrzebne, by przynieść ludziom zbawienie, sprawiedliwość i pokój, a krajowi przez niego rządzonemu epokę mesjańską dobrobytu i świętości (por. Iz 11, 9). Dlatego Duch miał „spocząć na nim” by zajaśniał darami: „mądrości i zrozumienia” podobnie jak współpracownik Mojżesza, Besaleel, syn Uriego z pokolenia Judy (Wj 35, 31) albo król Salomon. Darem „rady i mocy” jak król Dawid, a także darami „poznania” i „bojaźni Bożej", będącymi ideałem ludzi pobożnych w Izraelu.
Nie należy mylić siedmiu darów z charyzmatycznymi darami Ducha Świętego opisanymi w 1 Kor 12, 8-13 ani z owocami Ducha Świętego z Listu do Galatów 5, 22-23.

## W teologii chrześcijaństwa zachodniego

### Augustyn z Hippony
Według Servais Théodore'a Pinckaersa OP, Augustyn z Hippony jako pierwszy przypisał ochrzczonym dary Ducha Świętego wymienione w proroctwie Księgi Izajasza 11,2. Wcześniej odnoszono je przede wszystkim do samego Mesjasza. Augustyn uczynił to, jeszcze jako prezbiter, w swym komentarzu pt. O kazaniu Pana na górze (393 r.). Augustyn zestawił błogosławieństwa z Ewangelii Mateusza 5,3-12 z darami Ducha z Izajasza 11,1-4. O tym, że nie było to wówczas znane, i że była to jego osobista intuicja, świadczy „wydaje mi się” (łac.  videtur ergo mihi) w początkowej uwadze o stopniach błogosławieństw: „Wydaje mi się, że tym stopniom i zdaniom odpowiada również siedmiorakie działanie Ducha Świętego, o jakim mówi Izajasz” (O kazaniu Pana, I, 4, 11). Z tymi dwoma elementami Augustyn połączył też trzeci: wezwania modlitwy Pańskiej. Jak zauważył Pinckaers, powiązanie tych trzech tematów było wyrazem przekonania Augustyna, że „chrześcijanin nie zdoła przejść drogi błogosławieństw i cnót bez pomocy Ducha Świętego, a pomocy tej nie możemy uzyskać bez nieustannej modlitwy, której wzorem jest Modlitwa Pańska”. Źródłem takiego przekonania było nauczanie św. Pawła o życiu według Ducha, znajomość chrześcijańskiej tradycji oraz własne doświadczenie Autora. We wszystkich tych trzech tematach dostrzegał liczbę siedem, która w całej tradycji patrystycznej oznaczała doskonałość i pełnię. Augustyn tłumaczył to w zakończeniu swego komentarza do Kazania na górze, mówiąc, że liczbę siedem zaczerpnął z psalmu 12(11),7:

«Słowa Pańskie to słowa szczere, wypróbowane srebro, bez domieszki ziemi, siedmiokroć czyszczone». Z powodu tej liczby miałem natchnienie, czy napomnienie, żeby te nakazy odnieść do owych siedmiu zdań, które Pan powiedział na początku tego Kazania, gdy mówił o błogosławionych, i do owych siedmiu działań Ducha świętego, o których wspomina Izajasz Prorok. Ale czy będziemy się trzymać tego porządku w rozważaniach, czy też jakiegoś innego, ważne jest to, że należy czynić to, cośmy od Pana usłyszeli, jeżeli chcemy budować na skale (II,25.87).

Jak podkreślił Pinckaers, związki, które Augustyn dostrzegł między błogosławieństwami, darami Ducha Świętego i wezwaniami Ojcze nasz, wynikały w większej mierze z jego osobistego doświadczenia duchowego i medytacji niż z analizy tekstu. Całe zestawienie Augustyn opisał w 11 rozdziale drugiej księgi O kazaniu Pana na Górze. Można je przedstawić w formie tabeli: 
| Dary-błogosławieństwa | Prośby «Ojcze nasz» |  |
| --- | --- |  |
| 1. Dar bojaźni Bożej, który uszczęśliwia ubogich obietnicą królestwa. 2. Dar pobożności, który uszczęśliwia cichych ziemią otrzymaną na własność. 3. Dar wiedzy, który uszczęśliwia pocieszeniem tych, którzy się smucą. 4. Dar męstwa, który uszczęśliwia i pokrzepia łaknących i pragnących. 5. Dar rady, który uszczęśliwia miłosiernych. 6. Dar rozumu, który uszczęśliwia wizją czystego serca. 7. Dar mądrości, który uszczęśliwia jako dzieci Boże wprowadzających pokój. | 1. Aby imię Boże było uświęcone czystą bojaźnią. 2. Aby nadeszło królestwo Boże. 3. Aby się spełniła wola Boża w naszym ciele i umyśle, aby zamieszkał w nas pokój i pocieszył nas po walce wewnętrznej. 4. Prośba o chleb powszedni, który krzepi i karmi do sytości. 5. Odpuszczenie win naszym bliźnim i naszych win przez Boga. 6. Unikanie pokus, które czynią serce dwulicowym; prostota serca całkowicie zwróconego ku Bogu. 7. Wybawienie od zła, które z nas uczyni cieszące się wolnością dzieci Boże, wołające: Abba, Ojcze! (O kazaniu Pana, II,11.38) |  |

Dary Ducha Świętego są przedstawione w kolejności odwrotnej od tej, która znajduje się w Księdze Izajasza 11,2. Według Sarvais Pinckaersa Augustyn miał pełną świadomość tego, że zestawienie, które zaproponował, nie jest jedynym możliwym. Chodziło w nim bowiem, by całość przedstawić w sposób dobrze zharmonizowany i wyrazisty, jak dobry utwór muzyczny, ułatwiający medytację i działanie.
Paralelizm ten został podjęty w dwunastowiecznej teologii m.in. przez Rabana Maura (PL 107,822) i Piotra Damianiego (PL 144,814). W odwróconym porządku pojawił się u Paschazjusza Radberta (PL 120,220n), w homilii św. Anzelma (PL 158,595-597) oraz w komentarzu do Ewangelii Mateusza, napisanym przez Gotfryda z Angers, a przypisywanym Anzelmowi z Laon.

### Tomasz i scholastyka
Również teologia scholastyczna znała to zestawienie, lecz ich konstrukcje teologiczne – jak zauważył Sarvais Pinckaers OP – miały inny charakter. Były bardziej ścisłe z racjonalnego punktu widzenia, ale za to bardziej odległe od doświadczenia życia chrześcijańskiego. Tomasz z Akwinu zestawienie Augustyna omówił w swoim wczesnym dziele, w III księdze Komentarza do Sentencji Piotra Lombarda, d. 34, q. 1, a. 6, poświęconej analizie darów, błogosławieństw i próśb Ojcze nasz. Nadał darom jednak porządek schodzący, podobnie jak uczynił to wcześniej Paschazjusz Radbert: wyszedł od pierwszej prośby, którą zastawił z darem mądrości, i doszedł do siódmej prośby, która odpowiada błogosławieństwu ubogich – przyporządkowując jej dar bojaźni Bożej.
W swoim najbardziej znanym dziele, w Sumie teologicznej Tomasz nauczał, że dary Ducha Świętego usprawniają w sposób trwały działanie władz duszy, jak rozum i wolna wola, doskonaląc je. „Dzięki nim władze te stają się powolne na działanie Ducha Świętego podobnie, jak dzięki cnotom moralnym władze pożądawcze (łac. potentiae appetitive), stają się powolne na kierownictwo rozumu” (STh II-II q19 a9 co; por. I-II, q 68, a 1-2). „Władzami pożądawczymi” Tomasz nazywał pragnienia zmysłowe.
Tomasz tak określił znaczenie i rolę darów Ducha Świętego:
„Rozum zaś jest źródłem czynności teoretycznych i praktycznych.

Jedne i drugie odnoszą się do poznania prawdy, a mianowicie do jej odkrycia i osądu.

Otóż w poznawaniu prawdy dar rozumu doskonali umysł teoretyczny,

a dar rady rozum praktyczny;

dar mądrości doskonali rozum teoretyczny w należytym osądzaniu;

dar umiejętności zaś doskonali rozum praktyczny w ocenie czynności, których należy dokonać.

Dar pobożności doskonali siłę pożądawczą (łac. appetitiva virtus) w odniesieniu do bliźniego,

W tym zaś, co odnosi się do samego siebie,

dar męstwa /siłę pożądawczą/ doskonali przeciw lękowi,

w sytuacji gdy zagraża niebezpieczeństwo,

dar bojaźni (timor) zaś przeciw nieuporządkowanemu pożądaniu przyjemności (łac. delectabilia),

zgodnie ze słowami Pisma św.: «Przez bojaźń Pańską odstępuje każdy od złego»

oraz : «Przeniknij Twoją bojaźnią ciało moje, sądów Twoich bowiem się zląkłem».

Jasne więc, że dary te rozciągają się na wszystko to, co stanowi zakres cnót tak umysłowych jak i moralnych” (STh q I-II, q 68, a4).

### Neoscholastyka przełomu XIX i XX w.
Jeden z poczytniejszych autorów duchowych pierwszej połowy XX w., Adolphe Tanquerey (1854-1932), w swoim dziele Précis de théologie ascétique et mystique, przedstawił siedem darów Ducha Świętego jako nadprzyrodzone zdolności władz duszy, rozumu i woli, wytworzone przez mieszkającego w niej Ducha Świętego, współistniejące z łaską uświęcającą i cnotami teologalnymi. Są darami wlanymi, darmowym działaniem Boga, na który nie można sobie zasłużyć. Są one udzielane wraz z łaską Bożą. Można jednak przygotować się na to, by stały się aktywne poprzez wzrastanie w zwykłych cnotach ludzkich i boskich (por. STh I-II, q 63 a 8 ad 2). Józef Schryvers CSsR podkreślał, że głównym ich zadaniem w życiu chrześcijanina jest pomoc w osiągnięciu ostatecznego, nadprzyrodzonego celu życia człowieka, czyli zjednoczenia z Bogiem w miłości, który jest „ideałem najwznioślejszym naszej doskonałości” oraz w wykorzystaniu środków, które do tego celu prowadzą. Udzielają władzom duszy zdolności przekraczających naturalne możliwości ludzkiego rozumu i mocy ludzkiej woli.

Wola nasza, wyniesiona przez łaskę do stanu nadnaturalnego, ma podwójny obowiązek do spełnienia: ma zdążyć do swego ostatecznego celu nadprzyrodzonego i używać środków najodpowiedniejszych do jego osiągnięcia.  Cnoty teologiczne, jak widzieliśmy, usposabiają ją do tego podwójnego zadania, lecz w sposób jeszcze niedoskonały, bardzo ludzki. Dary Ducha Świętego zaś pomagają jej w dążeniu do ideału w sposób przekraczający zdolności człowieka, boski. Trzy pierwsze dary: mądrość, rozum, umiejętność, skłaniają człowieka do uległości natchnieniom Ducha Świętego, odnoszącym się do pierwszego obowiązku, jakim jest dążenie z miłością do swego celu. Cztery następne: rada, pobożność, męstwo, bojaźń boża, mają mu pomagać w używaniu środków praktycznych. Pierwsza grupa darów odnosi się, choć w niejednakowy sposób, do kontemplacji, druga do działania.

Tanquerey w swej książce ukazał różne możliwości grupowania siedmiu darów Ducha Świętego.
- Z punktu widzenia doskonałości, ich wartości, najdoskonalszym darem jest mądrość, zaś najmniej doskonałym bojaźń Boża.
- Ze względu na władze duszy, na które wpływają:
  - dary działające i udoskonalające rozum to: dary umiejętności, rozumu, mądrości – przynoszą one kontemplację wlaną – oraz dar rady, który dotyczy roztropnego działania;
  - dary oddziałujące na wolę, i stąd nazwane czynnymi, to: pobożność, męstwo i bojaźń Boża.
- Ze względu na ich stosunek do cnót, których są udoskonaleniem:
  - dar rady udoskonala cnotę roztropności;
  - dar pobożności udoskonala cnotę religijności, która jest cnotą sprawiedliwości w odniesieniu do Boga;
  - dar męstwa udoskonala cnotę męstwa;
  - dar bojaźni Bożej udoskonala cnotę wstrzemięźliwości;
  - dary umiejętności i rozumu udoskonalają cnotę wiary;
  - dar bojaźni Bożej ma łączność z nadzieją;
  - dar mądrości ma łączność z cnotą miłości.

Udoskonalenie cnót jest według Tanquereya najważniejszym zadaniem siedmiu darów Ducha Świętego. Cnoty (np. teologalne) są darem łaski, ale działają w granicach ludzkiego rozumowania i woli. Dary zaś przynoszą światło i moc do działania bezpośrednio od Boga, poprzez doświadczenie wewnętrzne, poznanie wewnętrzne rzeczywistości życia Bożego. Dla przykładu, według Schryversa, dar rady, dzięki temu wewnętrznemu natchnieniu, „tajemniczemu instynktowi”, bez pośrednictwa przyrodzonych zdolności, chrześcijanin poznaje pożądany kierunek swego postępowania. Ale dar rady może też urzeczywistniać się dając światło do działania poza daną osobą, przez wskazówki i przykłady innych. Schryvers podkreśla, że dar ten może działać nie tylko w sercu samego zainteresowanego, ale też uzdalniając go do zasięgnięcia rady w innych źródłach nadprzyrodzonych, jak Pismo Święte, nauczanie Kościoła, zdanie kierownika duchowego czy czytanie duchowne. W obu wypadkach odczuwa się zupełną wewnętrzną pewność, co do działania, które należy podjąć.

### Jan Paweł II i współczesne Magisterium Kościoła
Tomasz z Akwinu nauczał, że dar pobożności pomaga w opanowaniu „nieuporządkowanego pożądania przyjemności” czyli np. w zmaganiu z grzechami dotyczącymi sfery erotycznej. Twierdzenie to rozwinął w XX w. Jan Paweł II w refleksji nad cnotą czystości, którą przedstawił jako życie wedle Ducha. Dar pobożności papież nazwał „darem czci”:

Wśród tych darów, znanych teologii jako siedem darów Ducha Świętego (por. Iz 11, 2 według Septuaginty i Wulgaty), szczególnie bliski cnocie czystości wydaje się dar czci (gr. „eusebeia", łac. „donum pietatis"). Jeśli czystość dysponuje człowieka „do utrzymywania ciała w świętości i we czci" jak czytamy w 1 Tes 4, 3-5, to owa cześć, która jest darem Ducha Świętego, zdaje się szczególnie służyć czystości, uwrażliwiając ludzki podmiot na ową godność, jaka ciału ludzkiemu jest właściwa z mocy tajemnicy stworzenia i odkupienia. Poprzez dar czci Pawłowe słowa: „Czyż nie wiecie, że ciało wasze jest przybytkiem Ducha Świętego, który w was jest [...] i że już nie należycie do samych siebie?" nabierają wymowy doświadczalnej i stają się żywą i przeżywaną prawdą czynów. Otwierają też one najpełniejszy dostęp do doświadczenia oblubieńczego sensu ciała oraz związanej z nim wolności daru, w której odsłania się głębokie oblicze czystości oraz jej organiczny związek z miłością.

Katechizm Kościoła Katolickiego wymienia siedem darów Ducha Świętego w następującej kolejności, tłumacząc, że „dopełniają one i udoskonalają cnoty, tych, którzy je otrzymują” a Chrystus posiada te dary wszystkie w sposób doskonały: mądrość, rozum, rada, męstwo, umiejętność, pobożność i bojaźń Boża (KKK 1831).
1. Dar Mądrości – by uznać, że Bóg jest miłością.
2. Dar Rozumu – by rozumieć prawdy wiary.
3. Dar Rady – by podejmować właściwe decyzje.
4. Dar Męstwa – by bronić wartości.
5. Dar Umiejętności – by dostrzegać Boga w świecie.
6. Dar Pobożności – by być ufnym.
7. Dar Bojaźni Bożej – by doskonalić relacje z Bogiem i ludźmi[potrzebny przypis].

## W teologii chrześcijaństwa wschodniego
Ojcowie greccy często wykorzystywali tekst z Księgi Izajasza 11,2 w brzmieniu Septuaginty. Przypisywali go jednak samemu Chrystusowi, jako zapowiadanej przez proroka „różdżce z pnia Jessego”. Według Włodzimierza Łosskiego, teologia prawosławna nie widzi szczególnej różnicy między siedmioma darami Ducha z zapowiedzi Izajasza i łaską przebóstwiającą. Według Łosskiego łaska to sama natura Boga jedynego udzielająca się ludziom:

Łaska to... całe bogactwo natury Boskiej, która udziela się ludziom; jest to Boskość, która wychodzi na zewnątrz istoty i się udziela — natura Boska, w której się uczestniczy w energiach. (...) Łaska jest niestworzona, Boska ze swej natury. Jest to energia lub emanacja jednej natury, Boskość (gr. theotes), która różni się w sposób trudny do wysłowienia od istoty i udziela się bytom stworzonym, przebóstwiając je”.

Duch Święty, pozostając ukryty w tajemnicy, jest źródłem wielkiej mnogości darów, które są niestworzone i nieskończone. Dzięki tym darom otrzymuje On bardzo wiele imion, jak o tym pisali Grzegorz z Nazjanzu i Bazyli Wielki. Istotną cechą teologii wschodniej jest rozróżnienie między Osobą Ducha Świętego, Dawcą Łaski, a łaską niestworzoną, której On udziela chrześcijanom.  
Paul Evdokimov, również odwołując się do dzieła Bazylego O Duchu Świętym, stwierdził, że każdy dar, który otrzymuje stworzenie jest darem Ducha Świętego, „jest On uświęcicielem, który nas jednoczy w Bogu”. Pneumatologia rozwinięta na Wschodzie nazywa Ducha „rozdawcą życia i skarbnicą łask”, gdyż jest czynną zasadą wszelkiego działania Bożego. Twierdzenie, że każdy dar jest przynoszony przez Ducha nie sprzeciwia się doktrynie trynitarnej, nie jest «monofizytyzmem mistycznym» albo «pneumatycznym», „który by roztapiał ludzką naturę Chrystusa w niestworzonym świetle Ducha Świętego”. Tomáš Špidlík, odwołując się do innej wypowiedzi Evdokimova, dodaje, że według wschodniej duchowości, „Duch Święty wprowadza nas w Chrystusa, a Jego działanie ma na celu wytworzenie w nas życia Zbawiciela”. Osiąga się to dzięki temu, jak nauczał Teofan Pustelnik, że życie chrześcijańskie polega „na wstępowaniu do sfery Ducha co oznacza, że polega na uduchowieniu duszy i ciała”. Serafin z Sarowa uczył, że modlitwa, post, czuwanie i inne praktyki duchowne nie są celem życia chrześcijańskiego, „prawdziwy cel naszego życia chrześcijańskiego polega na osiągnięciu Ducha Bożego (...), łaski Ducha Świętego”.

## Reakcja teologii protestanckiej
Rozwijający się od XVI w. Protestantyzm, pod wpływem nominalizmu Wilhelma Ockhama i doktryny mówiącej o unikalnej i wyłącznej roli wiary w zbawieniu człowieka (łac. sola fides), zerwał z poprzedzającą go tradycyjną teologią darów Ducha Świętego. Jak zauważył Servais Théodore Pinckaers OP, konsekwentny protestantyzm nie uznał nawet wpływu łaski na ludzki intelekt. Według rozpowszechnionej doktryny chrześcijańskiej, łaska miała działać w rozumie w postaci całkowicie zgodnego z wiarą daru Ducha Świętego nowej mądrości. Odrzucił również udzielanie daru miłości nadprzyrodzonej i świętości ludzkiej woli. Była to niezgoda na włączenie w moralność chrześcijańską cnót ludzkich, których nauczała m.in. filozofia grecka. Począwszy od apostoła Pawła poprzez Ojców greckich i łacińskich, aż po teologię średniowieczną, która przyswoiła sobie naukę moralną Arystotelesa, włączania tego – przez podjęcie (łac. assumptio) i asymilację – dokonywali teologowie w każdej epoce historycznej:

Jak widzimy, stanowisko protestanckie wychodzące od twierdzenia o usprawiedliwieniu jedynie przez wiarę jest w pełni konsekwentne. Prowadzi ono do odrzucenia — a przynajmniej do ograniczenia do całkowicie względnej roli — nie tylko etyki, w nowożytnym znaczeniu nauki o zasadach lub kryteriach działania, ale wszystkich części średniowiecznej teologii moralnej: traktatów o łasce, o cnotach, o darach, duchowego i mistycznego ideału, aż po teologiczny wymiar tej moralności. W swej krytyce protestantyzm jest wspomagany przez nominalizm, od którego jest zależny przy opracowywaniu swej doktryny, a nominalizm usunął już z zasadniczej struktury nauki moralnej wszystkie stałe skłonności człowieka i jego władz, a zwłaszcza cnoty, uprzywilejowując dobrowolny uczynek jako pojedynczy i chwilowy. Można by rzec, iż dla protestantyzmu akt wiary jest aktem dobrowolnym w najczystszej postaci, w Ockhamowskim rozumieniu wolności, aktem, który czyni człowieka wolnym w tej chwili, w jakiej się dokonuje, zrywając więzy, jakie usiłują wokół niego zadzierzgnąć idee i systemy, uczynki i prawa, skłonności, cnoty i ostatecznie etyka. W obliczu tej wolności, znowu idąc za Ockhamem, protestantyzm wznosi Prawo; zamiast jednak nadal je uważać za źródło wartości moralnej, przyznaje mu już tylko funkcje negatywną — przekonywanie człowieka o grzechu, by go doprowadzić do wiary. Taki jest pierwszy użytek z Prawa, teologiczny czy elenchtyczny — czyli przekonujący o słabości.